# 2013年8月臺灣
| << | 2013年8月 （民國102年） | >> |    |    |    |    |
| \| 日 \| 一 \| 二 \| 三 \| 四 \| 五 \| 六 \| \| \| \| \| \| 1 \| 2 \| 3 \| \| 4 \| 5 \| 6 \| 7 \| 8 \| 9 \| 10 \| \| 11 \| 12 \| 13 \| 14 \| 15 \| 16 \| 17 \| \| 18 \| 19 \| 20 \| 21 \| 22 \| 23 \| 24 \| \| 25 \| 26 \| 27 \| 28 \| 29 \| 30 \| 31 \| \| \| \| \| \| \| \| \| |                         |    |    |    |    |    |
| 臺灣新聞動態／維基新聞 |                         |    |    |    |    |    |
| 世界／中国大陆／臺灣 |                         |    |    |    |    |    |
| 日 | 一                      | 二 | 三 | 四 | 五 | 六 |
| |                         |    |    | 1  | 2  | 3  |
| 4 | 5                       | 6  | 7  | 8  | 9  | 10 |
| 11 | 12                      | 13 | 14 | 15 | 16 | 17 |
| 18 | 19                      | 20 | 21 | 22 | 23 | 24 |
| 25 | 26                      | 27 | 28 | 29 | 30 | 31 |
| |                         |    |    |    |    |    |

## 8月1日
- 針對因治療需要而長期使用類固醇所導致的骨質疏鬆患者，中央健康保險署自今日起開放年針型雙磷酸鹽類藥物的全民健康保險給付。[1]

## 8月3日
- 白衫軍運動「萬人送仲丘」晚會。[2]

## 8月8日
- 今日13時58分，台北市氣溫飆升至攝氏39.3度，創下台北氣象站設站117年來最高溫。[3]

## 8月14日
- 《台灣蘋果日報》臥底調查，台中市皇冠特殊印刷使用有毒溶劑甲苯擦拭所生產的食品容器，年產紙餐盒、紙杯逾3億6千萬個，供應台灣上百家餐飲業。受影響的下游餐飲業者包括鼎泰豐、華航、呷尚宝、蕃茄村漢堡、台灣雞腿王……等。皇冠特殊印刷董事長朱明耀坦承，該公司有用甲苯擦紙容器，但這是偶發事件，「因酒精擦不掉，才用甲苯」，但坦言「常理是不能用」，會將消費者有疑慮的紙容器回收銷毀。[4]
- 《軍事審判法》第一階段修法後，軍事監獄受刑人分批移監全台各地的一般監獄。[5][6]
- 民主進步黨入黨複審小組本日開會，以多數決通過前中華民國總統陳水扁申請再入黨案。複審小組召集人管碧玲會後表示，民進黨長期為陳水扁保外就醫、以及司法人權與醫療人權的保護奔走，不會因為陳水扁是不是黨員而有所差別。管碧玲說，本案是經民進黨中常會決議，柯建銘攜帶申請書，陳水扁填寫申請書，民進黨不宜有前後不一的矛盾。管碧玲說，過去複審小組希望能夠以共識決處理本案，但本日以多數決意見通過本案。至於反對者有多少、以及為什麼反對，管碧玲說，不便轉述。[7]

## 8月16日
- 將近1千人在苗栗縣政府廣場參加「拆政府．守護苗栗音樂晚會」，活動過程中和平，但在結束前有部分參與民眾突然使用雞蛋、漆彈及冥紙拋擲苗栗縣政府，造成數個警員受傷。[8]

## 8月18日
- 台灣農村陣線發起「大埔強拆民宅事件滿月重返凱道」行動，超過兩萬民眾走上總統府前，提出「道歉賠償、地歸原主、徹查弊案、立即修法」等訴求。「八一八把國家還給人民」晚會結束後，約兩千人於內政部」靜坐一夜一日，呼籲行政院承諾修訂《土地徵收條例》，拆除政府帶頭炒地皮的惡法。[9]

## 8月21日
- 颱風潭美造成嘉義縣一些災情。[10]
- 新北市政府衛生局公布7月份市售生鮮蔬果檢驗結果，15件中有5件驗出農藥殘留超量，分別是台灣家樂福中和店的「黃秋葵」驗出芬普尼，松青超市汐止店的「台灣四季豆」驗出達滅芬，新北市淡水區農會的「牛蕃茄」驗出芬普尼，全聯福利中心新莊新泰店的「吉園圃白苦瓜」驗出陶斯松，新北市深坑區農會的「彩色甜椒」驗出凡殺同（英语：Famoxadone）。[11]

## 8月22日
- 中國信託商業銀行網路銀行發生客戶個人資料外洩，金管會表示，中信銀未落實內部控管，違反《銀行法》，因此處新台幣400萬元罰鍰。[12]
- 造價新台幣882億元、通車不到1年的國道一號五股楊梅高架橋，在颱風潭美過後，路面出現龜裂現象，裂縫約長30公尺。[13]
- 藝人小S老公許雅鈞經營的「パン達人手感烘焙」（TOP POT BAKERY）麵包店，廣告標榜「無化學添加物」；但台北市政府衛生局稽查發現9項人工香料（含有合法的食品添加物溶劑丙二醇，但是對於少數人可能引發過敏），與先前聲明使用天然食材製造不符，涉及廣告不實。[14]

## 8月23日
- 農委會委託農會開辦對農民的年利率僅1.5%的貸款，部分農會詐貸給假農民。光是台南市6家農會，半年來查出1,100多人涉案，詐貸約新台幣18億元。類似案件遍及雲林、嘉義、彰化、高雄、屏東等地。[15]
- 台北雙子星弊案，前台北市議員賴素如涉嫌貪汙案，法官裁定賴素如以新台幣1,500萬元交保候傳，並限制出境、限制住居。[16]
- 洪仲丘事件，桃園地方法院以串供為由裁定羈押三名被告：前中華民國陸軍542旅副旅長何江忠、連長徐信正與上士范佐憲。[17]

## 8月24日
- 「パン達人手感烘焙」麵包店涉廣告不實，遭台北市政府衛生局依違反《食品衛生管理法》第28條及45條開罰新台幣18萬元，自今日起暫停營業3天。[18]
- 衛福部預備在食品添加物裡開放食用香料的種類從90項到3,000多項，毒物科醫師指出，有些雖然可食用，但可能產生過敏，甚至有些在動物實驗中會致癌。[19]

## 8月28日
- 泉順食品以低價的越南米冒充台灣米販售，2年內18次不合格（其中5次標示不符）但農糧署僅要求限期改善，第19次農糧署終於首度開罰新台幣20萬元。[20][21][22]

## 8月30日
- 立委陳節如、民間監督健保聯盟召開記者會，指至少有高達3,841項的學名藥，處方和許可證內容不符，遭疑變更成分，卻沒重做生體相等性試驗（BE）。衛生福利部食品藥物管理署強調安全沒問題。[23]
- 宏達電傳出有三名高階研發人員疑似竊取商業機密，且勾結廠商開立假發票詐領設計費，還計畫在大陸開設新公司，被公司報案後，檢調前往宏達電的新店總部搜索涉案人辦公室，並將三人帶回偵訊。[24]
- 成立於1999年，2007年被Yahoo!奇摩併購的部落格服務《無名小站》將在12月26日關閉，已付費的VIP會員將協助退費。[25][26]

## 8月31日
- 台鐵從台東開往高雄的302次自強號列車，於上午7時33分在屏東枋山撞上土石流，第2車到第5車的車廂出軌，卡在枋山1號隧道內。造成三人重傷，九人輕傷，同列車所有旅客已於上午10點08分接駁到台東大武站，並由救護車將受傷者送醫院治療。南迴鐵路因此中斷，預計需多日後方能搶通。[27]